# Łuna 27
Łuna 27, także Łuna-Resurs (ros. Луна 27, Луна-Ресурс) – rosyjska sonda kosmiczna przeznaczona do badań Księżyca. Będzie to lądownik, mający wynieść na powierzchnię Księżyca mały łazik.

## Plany współpracy
Sonda Łuna-Resurs miała pierwotnie zostać wysłana we współpracy z Indiami, wraz z orbiterem Chandrayaan-2. Lądownik miał dostarczyć na powierzchnię Księżyca 15-kilogramowy łazik zbudowany przez ISRO (jeszcze wcześniejszy projekt misji zakładał, że łazik powstanie w Rosji i będzie znacznie większy, o masie ok. 400 kg). Start sondy za pomocą rakiety GSLV planowany był na rok 2014. Katastrofa misji Fobos-Grunt spowodowała zmiany planów Roskosmosu; wskutek opóźnienia rosyjskiego projektu Indie zdecydowały, że wyślą swoją sondę samodzielnie. Aktualnie (2023) start planowany jest na rok 2028.

## Konstrukcja sondy
Najważniejszym instrumentem sondy ma być wiertło, zdolne zagłębić się w księżycowy regolit na głębokość do 2 m, w celu dotarcia do pokładów lodu. Ma być wzorowane na instrumencie z misji ExoMars. Kamera i spektrometr podczerwieni mają być umieszczone na ramieniu lądownika. W dalszym ciągu w planach pozostaje mały łazik, który mógłby pobrać próbki i dostarczyć je do laboratorium chemicznego na pokładzie.